# Marek Görlich
Marek Görlich (* 1979 in Bünde) ist ein ehemaliger deutscher Zehnkämpfer.
Görlich absolvierte sein Abitur am Freiherr-vom-Stein-Gymnasium in Bünde. Anschließend studierte er Agrarwissenschaften an der Christian-Albrechts-Universität zu Kiel sowie Wirtschaft und Management am École nationale supérieure agronomique de Rennes.
Von 1989 bis 2006 startete Görlich für die LG Bünde Ahle/Löhne. 2007 wechselte er zum LT DSHS Köln. Seine größten Erfolge erzielte er mit Trainer Hans Jürgen Hammer (* 1949 - † 2015):
Erfolge:
- Mehrfacher Westfalenmeister im Zehnkampf sowie vordere Platzierungen bei Deutschen Meisterschaften
- 1996 Deutscher Vizemeister in der B-Jugend (Zehnkampf-Mannschaft)
- 2005 11. Platz bei der Superliga des Europacups der Mehrkämpfer in Bydgoszcz (Polen)
- 2005 Team Kapitän der deutschen Zehnkampf Nationalmannschaft
- 2006 Teilnahme am Thorpe Cup (Länderkampf Deutschland : USA)
- 2008 Deutscher Mannschaftsmeister mit dem Leichtathletik-Team DSHS Köln
- seit 2010 Vorstandsmitglied im Zehnkampfteam

Persönliche Bestleistungen:
| 100 m          | 11,34 s     | 02.07.05     | Bydgoszcz (POL) |
| 400 m          | 50,05 s     | 26.06.04     | Ratingen        |
| 1500 m         | 4:31,62 min | 27.06.04     | Ratingen        |
| 110 m Hürden   | 14,73 s     | 05.09.04     | Vaterstetten    |
| Hochsprung     | 1,99 m      | 04.06.05     | Bernhausen      |
| Stabhochsprung | 4,60 m      | 06.06.04     | Bernhausen      |
| Weitsprung     | 7,18 m      | 28.05.04     | Lemgo           |
| Kugelstoß      | 13,90 m     | 23.07.05     | Bernhausen      |
| Diskuswurf     | 40,78 m     | 28.08.05     | Lage            |
| Speerwurf      | 57,40 m     | 01.09.02     | Berlin          |
| Fünfkampf      | 3455 Punkte | 25.09.04     | Menden          |
| Zehnkampf      | 7470 Punkte | 04./05.06.05 | Bernhausen      |